# 迪克·金-史密斯
罗纳德·戈登·金-史密斯，OBE（Ronald Gordon King-Smith，1922年3月27日—2011年1月4日） 是一位英国儿童文学作家。他的小说曾被改编为电影小猪宝贝。 他于2010年被授予大英帝国官佐勋章。  